# Філідор-лісовик білогорлий
Філідо́р-лісови́к білогорлий (Syndactyla roraimae) — вид горобцеподібних птахів родини горнерових (Furnariidae). Мешкає на Гвіанському нагір'ї. Раніше цей вид відносили до роду Філідор-лісовик (Automolus), однак за результатами молекулярно-генетичного дослідження він був переведений до роду Syndactyla.

## Підвиди
Виділяють чотири підвиди:
- S. r. paraquensis (Phelps & Phelps Jr, 1947) — Серро-Параке (південь центральної Венесуели);
- S. r. duidae (Chapman, 1939) — тепуї на півдні Венесуели і півночі Бразилії (Дуїда[en], Небліна, Уачамакарі[en], Яві, Серранія-Пару);
- S. r. roraimae (Hellmayr, 1917) — тепуї на південному сході Венесуели (Урутані, Хауа[en], Сарісаріньяма);
- S. r. urutani (Phelps Jr & Dickerman, 1980) — тепуї на південному сході Венесуели, заході Гаяни і півночі Бразилії (Рорайма, Гран-Сабана).

## Поширення і екологія
Білогорлі філідори-лісовики мешкають в тепуях на півдні і південному сході Венесуели в штатах Болівар і Амасонас, а також в сусідніх районах Бразилії і Гаяни. Вони живуть в підліску вологих гірських тропічних лісів. Зустрічаються на висоті від 1000 до 2500 м над рівнем моря.